# フィプロニル
フィプロニル（英:fipronil）は、バイエルクロップサイエンス (de:Bayer CropScience) の前身であるローヌ・プーランが開発した、フェニルピラゾール系殺虫薬のひとつである。

## 特徴
ノミ、ゴキブリ、アリ、アルゼンチンアリ、シロアリなどの害虫駆除に用いる。
神経伝達物質であるGABAの作用を阻害して神経伝達を遮断することで、広範囲の昆虫に対し高い殺虫効果を持つ。また遅効性であることから、本剤を餌と共に摂食した個体は、致死までに帰巣が可能なことが特徴である。
特にゴキブリやアリの場合、本剤を摂取して帰巣した個体の糞や死骸を他の個体が摂食することで、巣の集団全体へ効果が拡散するドミノ効果が期待できる。

## 毒性
PRTR法（化学物質排出把握管理促進法）の規定により、第1種指定物質（政令番号22）に指定されている。ネオニコチノイド系殺虫剤とともに、ミツバチの蜂群崩壊症候群の原因仮説の1種とされる。
経口摂取による半数致死量であるLD50は、ラットで92 mg/kg、マウスで49 mg/kgである。ヒトの中毒は、0.14 mgの経口摂取による軽度意識障害が報告されている。
体重1kgあたりの一日許容摂取量（毎日、一生涯食べ続けても、健康に悪影響がでないと考えられる量）であるADIは0.00019 mg/kg/dayと非常に低く、日本の登録農薬の中でも非常に厳しく制限されている部類になる。なお、2008年の中国製冷凍餃子中毒事件で混入された農薬のメタミドホスは、ADIが0.0006 mg/kg/dayで、本剤よりも許容量が大きい。
日本の家庭用ゴキブリ駆除剤が本剤を用いる場合、1個当たり0.5から1mgを含有しており、ADIの約2,500倍から5,000倍にあたる。フィプロニルの分解により形成されるフィプロニルスルホンは、昆虫だけでなく、動物細胞に対しても、フィプロニルよりも強い毒性がある物質である。
ウサギの場合は死亡や呼吸困難の危険があるため、フィプロニルの効果を含むノミ・マダニ駆除薬は使用できない。
現状の農薬の安全基準では想定されていない毒性を持つ可能性があり、特に幼児期への神経系や脳の影響を懸念する声もある。

## フィプロニルを含有する製品

### ゴキブリ駆除剤
- コンバット（韓国ヘンケルホームケア・大日本除虫菊（金鳥））
- ブラックキャップ （アース製薬）
- ゴキファイターシリーズ（フマキラー）

### ゴキブリ以外の害虫駆除剤
- フロントライン（ベーリンガーインゲルハイム）- ペットのノミ用
- アジェンダ（バイエル）- シロアリ用
- グリアートフォルテ（バイエル）- 不快害虫用
- アリの巣コロリ（アース製薬）- アリ用
- プリンス（BASF・北興化学工業）- 水稲用・園芸用害虫用
- スズメバチの巣撃滅 駆除エサタイプ（アース製薬）- スズメバチ用[5]

## 歴史
1985年から1987年にかけて、フランスの化学薬品会社ローヌ・プーランによって開発され、US Patent No. US 5,232,940 B2のもと、1993年に商品化された。
1987年から1996年の間に世界の60作物の250以上の害虫で評価され、1997年に総生産の約39％が作物保護剤として用いられた。
2003年以降、ドイツの化学薬品会社BASFが、多くの国家でフィプロニル系製品の製造および販売に関する特許権を保有している。
2008年に物資特許の保護期間が切れて、後発医薬品が流通するようになった。
2013年以降、欧州連合 (EU) のみフィプロニルを農薬として使用することが禁止されたため、他の農薬に切り替える措置を取った。2014年にはEUでフィプロニルが全面的に使用禁止になったため、ノミマダニ駆除薬「フロントライン」は、EUでのみ入手不可となった。

## 鶏卵汚染問題

### 発生と影響
2017年7月から8月にかけて、オランダ食品消費者製品安全庁 (NVWA) によって高レベルのフィプロニルに汚染された鶏卵が発見された後、数百万の鶏卵がオランダ、ベルギー、ドイツ、フランス、韓国、マルタ島の市場から売却または撤去された。約180のオランダの農場が一時的に閉鎖された。ドイツのマーケットチェーンAldiは8月上旬、予防措置として、ドイツの店舗で販売されているすべての鶏卵を撤去すると告知した。この鶏卵汚染問題は、EU加盟国の15か国の他、スイス、香港にまで波及した。
フィプロニルに汚染された鶏卵は、今回の発見以前から長い間販売されていた可能性がある。オランダ当局は、2016年11月の段階で鶏卵がフィプロニルで汚染されていることを発見していたが、その結果を伝えられなかったという匿名の通報があった。

### 捜査
フィプロニルは、農薬として農作物に適正に使用した結果残留する濃度であれば合法であるが、鶏舎に使用するのは違法であるため、捜査が行われた。オランダとベルギーにある害虫駆除会社2社で捜査が行われた。
オランダの害虫駆除業者「ChickFriend」が、何百軒もの鶏の農家にフィプロニルが混ざったダニ駆除用界面活性剤 DEGA-16 を使用・販売していた疑惑がある。8月10日に大規模な検挙が行われ、オランダ人オーナーが逮捕された。
ベルギーの害虫駆除業者「Poultry Vision」は、「ChickFriend」にフィプロニルが混入したDEGA-16を販売した罪に問われた。同社が、ルーマニアにある化学会社から6m3のフィプロニルを輸入したことが捜査で判明している。なお、DEGA-16自体は、鶏の厩舎を清掃するために承認された清潔で衛生的な天然由来製品である。
8月8日に、オランダ安全委員会はオランダ当局の隠蔽容疑についての公式調査を開始したとアナウンスした。

### 報告されたフィプロニル濃度
鶏卵中のフィプロニル最大残留限界は、EUの2005年2月23日の会議で『Regulation (EC) No 396/2005』が定められた検出限界0.005 mg/kg とされた。WHOの毒性評価分類は、Class II: moderately hazardousで毒性が下から2番目の殺虫剤としている。
オランダ食品消費者製品安全庁（NVWA)は、オランダのある養鶏場の鶏卵の試験結果が、0.72 mg/kg の閾値を超えたことを報告した。この閾値を超えるフィプロニルを含む鶏卵は、健康に悪影響をもたらす可能性がある。